# Ультима-Эсперанса (провинция)
Провинция У́льтима-Эспера́нса  (исп. Provincia de Última Esperanza) — провинция в Чили в составе области Магальянес.
Включает в себя 2 коммуны.
Территория — 55 444 км². Население — 22 686 человек (2017). Плотность населения — 0.41 чел./км².
Административный центр — Пуэрто-Наталес.

## География
Провинция расположена на северо-западе области Магальянес.
Провинция граничит:
- на севере — провинция Капитан-Прат
- на востоке — провинция Санта-Крус (Аргентина)
- на юге — провинция Магальянес
- на западе — Тихий океан

## Административное деление
Провинция включает в себя 2 коммуны:
- Наталес. Административный центр — Пуэрто-Наталес.
- Торрес-дель-Пайне. Административный центр — Серро-Кастильо[англ.].

## Список губернаторов
| Губернатор                    | Политическая партия | Срок                                  |
| ----------------------------- | ------------------- | ------------------------------------- |
| Мануэль Суарес Акре           |                     | 11 марта 1990 г. — 11 марта 1994 г.   |
| Бальдовино Эрасмо Гомес Альба | СП                  | 11 марта 1994 г. — 11 марта 2000 г.   |
| Марио Маргони Гадлер          | ХДП                 | 11 марта 2000 г. — 28 декабря 2001 г. |
| Хосе Контрерас                |                     | 28 декабря 2001 г. — 11 марта 2006 г. |
| Мария Изабель Санчес          | ХДП                 | 11 марта 2006 г. — 11 марта 2010 г.   |
| Макс Салас Ийянес             |                     | 11 марта 2010 г. — 11 марта 2014 г.   |
| Хосе Руис Сантана             | СП                  | 11 марта 2014 г. — настоящее время    |

## Особенности
В провинции расположены знаменитый национальный парк Торрес-дель-Пайне и одни из наиболее труднодоступных вершин Земли — Серро Торре и Фицрой. На территории провинции также расположена часть Южного Патагонского ледникового плато и памятник природы пещера Милодон, где располагалась стоянка первобытного человека.